# Diódoto Ramírez
Diódoto Ramírez fue un militar de México, teniente en la formación militar de Francisco Villa (conocido como Pancho Villa) denominada División del Norte que adquirió popularidad entre sus hombres tras la batalla de Celaya en la cual se distinguió por su valentía en la retirada, donde cuentan las fuentes que luchó entre sus mismos soldados, negándole a su ayudante el caballo que le ofrecían para escapar, siendo herido debido a esto.
Es reconocido por algunos historiadores como precursor del novelismo histórico de primera fuente, por sus estilados reportes de batalla que adquieren características literarias. Sin embargo este punto es discutido, debido a la falta de carácter letrado de estos textos.